# جیکوب اشمید
جیکوب اشمید (انگلیسی: Jacob Schmid؛ زادهٔ ۱۸ ژانویهٔ ۱۹۹۴) دوچرخه‌سوار اهل استرالیا است.
وی در مسابقات کشوری و بین‌المللی در مجموع برندهٔ ۱ مدال طلا، ۲ مدال نقره، ۲ مدال برنز شده‌است.